# Contemode
contemode（コンテモード）は、2003年から2013年まで存在したヤマハミュージックコミュニケーションズのレコードレーベルである。
このレーベルに所属するアーティストに関しては原則的に中田ヤスタカが企画・プロデュースを行っていた。中田が2013年秋にワーナーミュージック・ジャパンへ移籍した際に、公式ホームページを閉鎖したため事実上運営が終了した。

## 所属アーティスト
- 中田ヤスタカ
- capsule
- COLTEMONIKHA
- COPTER4016882
- NAGISA COSMETIC
- Hazel Nuts Chocolate

## コンピレーション・アルバム

### 『contemode V.A.』
現在、廃盤。
収録曲
1. contemode V.A. ～コンテモード・フロム・トーキョー～
2. idol fancy
3. Little Kikky
4. ハンプティ＝ダンプティ＝ラグ
5. re:space age
6. World Chorus
7. contemode F.M. ～コンテモードの休日～
8. TOKYO A NETSU-TIGHT NIGHT
9. grooper
10. シンメトリー
11. if it's fake
12. 「maxima!」

### 『contemode V.A.2』
現在、廃盤。
収録曲
1. interlude（0:13）
2. tokyo smiling（4:08）
3. kitchen shock→（1:58）
4. farewell（3:32）
5. favorite song (contemode bossa mix)（6:05）
6. A.W.O.L（4:57）
7. Cosmetic Happy（3:21）
8. キーファー・サザーランドみたいな奴（4:22）
9. 水色ジーナ（3:46）
10. SKYWALKER（4:22）
11. Future☆Popp（3:48）
12. Dolly's Flying Hat（3:44）
13. world fabrication（4:58）